# Mandevilla villosa
Mandevilla villosa là một loài thực vật có hoa trong họ La bố ma. Loài này được (Miers) Woodson mô tả khoa học đầu tiên năm 1932.